# Organe artificiel

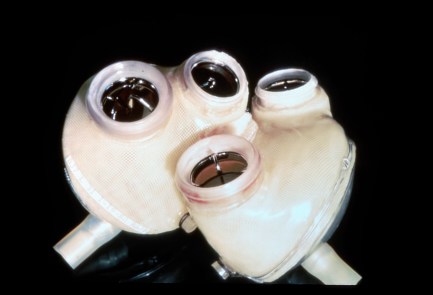
Le cœur artificiel JARVIK 7.

Un organe artificiel est un organe ou un tissu fabriqué par l'homme qui est implanté ou intégré dans un être humain - en interface avec un tissu vivant - pour remplacer un organe naturel. La fonction remplacée n'est pas forcément vitale, mais c'est souvent le cas. Par exemple, les os et les articulations de remplacement, tels que ceux trouvés dans les prothèses totales de hanche, peuvent également être considérés comme des organes artificiels,.
Par définition, il est implicite que l'appareil ne doit pas être attaché en permanence à une alimentation électrique fixe ou à d'autres ressources fixes telles que des filtres ou des unités de traitement chimique. Ainsi, un appareil de dialyse, tout en étant un appareil nécessaire à la survie en remplaçant presque complètement les fonctions d'un rein, n'est pas un organe artificiel.

## Objectif
La construction et l'installation d'organes artificiels, un processus extrêmement coûteux au départ en recherche, peuvent nécessiter de nombreuses années de services d'entretien continus dont un organe naturel n'a pas besoin,,, :
- fournir un soutien vital pour éviter une mort imminente en attendant une greffe (par exemple, un cœur artificiel) ;
- améliorer considérablement la capacité du patient à prendre soin de lui-même (par exemple, une prothèse);
- améliorer la capacité du patient à interagir socialement (par exemple, un implant cochléaire) ;
- améliorer la qualité de vie d'un patient par la chirurgie plastique après un cancer ou un accident.

L'utilisation de tout organe artificiel par l'homme est presque toujours précédée d'expérimentation animales approfondies,,. Les tests initiaux chez l'homme sont souvent limités à ceux qui sont déjà menacés de mort ou qui ont épuisé toutes les autres possibilités de traitement.
Il existe également des projets d'organes artificiels dits biohybrides qui intègrent à la fois des matériaux synthétiques et des cellules vivantes. Ces dispositifs implantables sont protégé du rejet immunitaire en étant enfermé dans une membrane semi-perméable d'immunoisolation.

## Exemples

### Membres artificiels

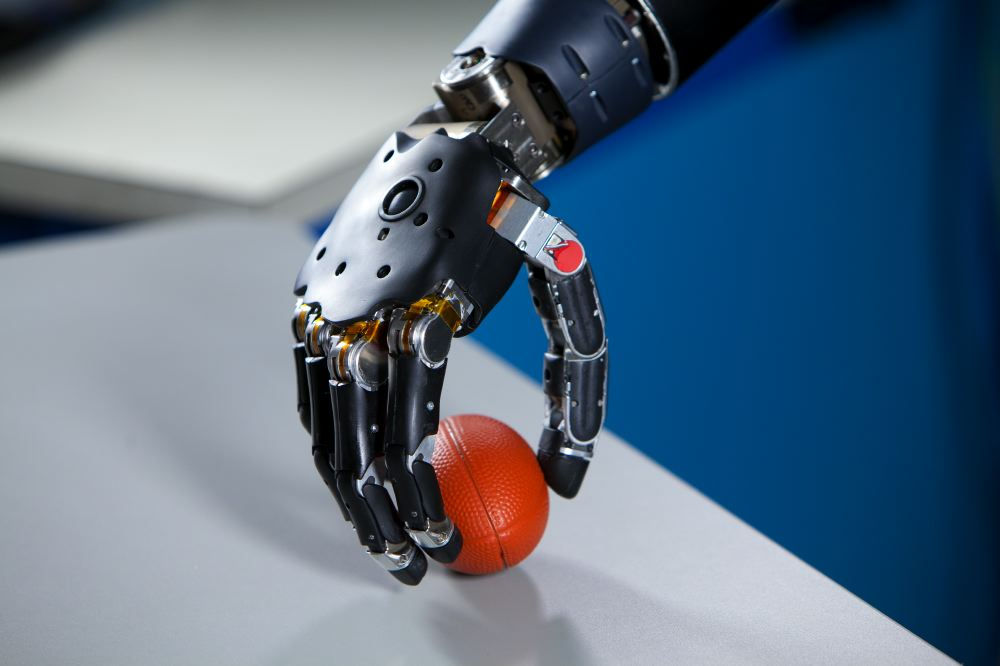
Un bras artificiel.

Les bras et jambes artificiels, ou prothèses, sont destinés à restaurer un certain degré de fonction normale chez les amputés. Les dispositifs mécaniques qui permettent aux amputés de marcher à nouveau ou de continuer à utiliser deux mains sont probablement utilisés depuis l'Antiquité, la plus ancienne étant une jambe de remplacement.
Les plastiques et autres matériaux, tels que la fibre de carbone, permettent aux membres artificiels de devenir plus forts et plus légers, limitant la quantité d'énergie supplémentaire nécessaire pour faire fonctionner le membre. De nouveaux matériaux permettent aussi aux membres artificiels de paraître beaucoup plus réalistes.
Les nouveaux progrès dans les membres artificiels incluent des niveaux supplémentaires d'intégration avec le corps humain. Des électrodes peuvent être placées dans les tissus nerveux et le corps peut être entraîné pour contrôler la prothèse. Cette technologie est utilisée à la fois chez les animaux et chez les humains. La prothèse peut être contrôlée par le cerveau à l'aide d'un implant direct ou d'un implant dans divers muscles.

### Cerveau
Les prothèses neurales sont une série de dispositifs qui peuvent remplacer une modalité motrice, sensorielle ou cognitive qui aurait pu être endommagée à la suite d'une blessure ou d'une maladie.
Les neurostimulateurs, y compris pour la stimulation cérébrale profonde, envoient des impulsions électriques au cerveau afin de traiter les mouvements anormaux, y compris la maladie de Parkinson ou l'épilepsie jusqu'à d'autres maladies telles que l'incontinence urinaire. Plutôt que de remplacer les réseaux de neurones existants pour restaurer la fonction, ces dispositifs servent souvent à perturber la sortie des centres nerveux défectueux existants pour éliminer les symptômes,,.
En 2013, des scientifiques créent un mini cerveau qui développe des composants neurologiques clés jusqu'aux premiers stades de la gestation de la maturation fœtale.

### Oreille

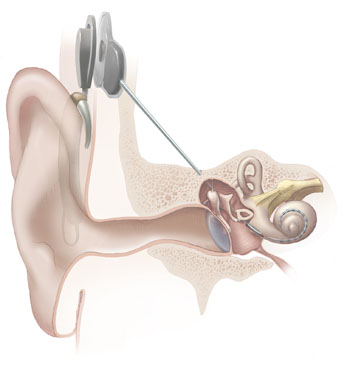
Une illustration d'un implant cochléaire

Dans les cas où une personne est profondément sourde ou très malentendante des deux oreilles, un implant cochléaire peut être implanté chirurgicalement. Les implants cochléaires contournent la majeure partie du système auditif périphérique pour fournir une sensation sonore via un microphone et certains composants électroniques qui résident à l'extérieur de la peau, généralement derrière l'oreille. Les composants externes transmettent un signal à un réseau d'électrodes placées dans la cochlée, qui à son tour stimule le nerf cochléaire.

### Œil
L'œil artificiel de remplacement de fonction le plus abouti en 2002 est un appareil photographique numérique miniature externe avec une interface électronique unidirectionnelle à distance implantée sur la rétine, le nerf optique ou d'autres endroits connexes à l'intérieur du cerveau. L'état actuel de la technique ne donne qu'une fonctionnalité partielle, telle que la reconnaissance des niveaux de luminosité, des nuances de couleur et/ou des formes géométriques de base, prouvant le potentiel du concept.

### Cœur

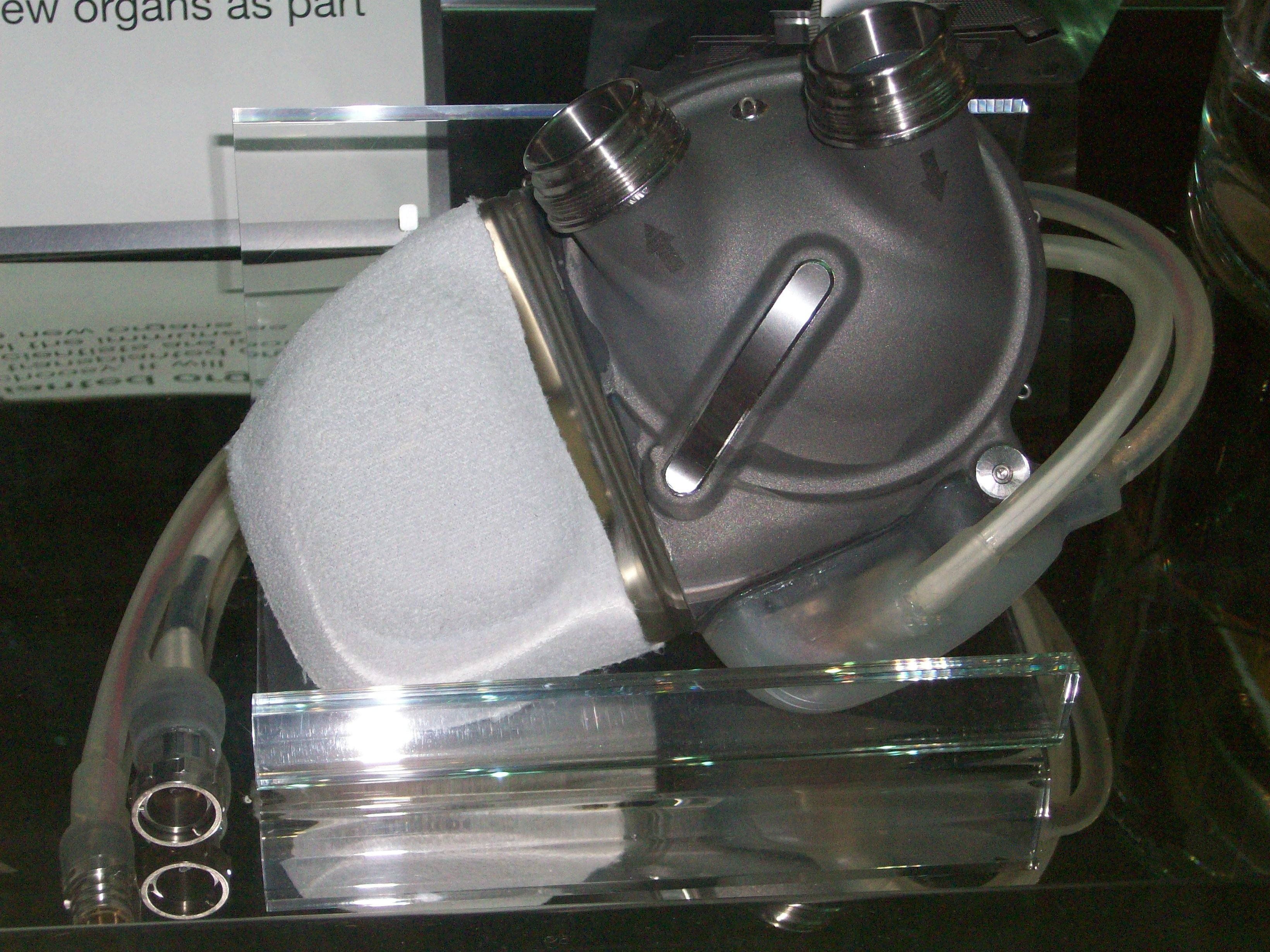
Un cœur artificiel.

Des organes artificiels liés au système circulatoire sont implantés dans les cas où le cœur, ses valves ou une autre partie du système circulatoire sont en désordre. Un cœur artificiel est généralement utilisé en attente d'une transplantation cardiaque ou pour remplacer définitivement le cœur au cas où la transplantation cardiaque serait impossible. Les stimulateurs cardiaques artificiels représentent un autre dispositif cardiovasculaire qui peut être implanté pour augmenter par intermittence (comme un défibrillateur) ou augmenter en continu le stimulateur cardiaque naturel si nécessaire. L'assistance ventriculaire est une autre solution, agissant comme un dispositif circulatoire mécanique qui remplace partiellement ou complètement la fonction d'un cœur défaillant, sans retirer le cœur lui-même.
En plus de ceux-ci, des cœurs cultivés en laboratoire et coeurs bio-imprimés en 3D font également l'objet de recherches. Les scientifiques sont limités dans leur capacité à faire croître et à imprimer des cœurs en raison des difficultés à faire fonctionner les vaisseaux sanguins et les tissus fabriqués en laboratoire de manière cohérente.

### Rein
Des scientifiques de l'Université de Californie, à San Francisco, développent un rein artificiel implantable. En 2018, ces scientifiques ont fait des progrès significatifs avec la technologie, mais ils sont encore en train d'identifier des méthodes pour prévenir la coagulation sanguine associée à leur machine.

## Voir également
- Utérus artificiel
- Biomécatronique
- Génie biomédical
- Greffe
- Ingénierie tissulaire
- Xénogreffe
- Dialyse hépatique
- Dialyse rénale